# Oradtjärnen (Älvdalens socken, Dalarna, 680396-138037)
Oradtjärnen är en sjö i Älvdalens kommun i Dalarna och ingår i Dalälvens huvudavrinningsområde. Sjöns area är 0,02 kvadratkilometer och den befinner sig 450 meter över havet.